# Bridget Fonda
Bridget Jane Fonda, född 27 januari 1964 i Los Angeles i Kalifornien, är en amerikansk skådespelare.
Bridget Fonda filmdebuterade redan 1982 i komedin Snutpolarna. Någon uppmärksamhet fick hon knappast förrän fram mot slutet av 1980-talet, då hon fick större roller i Shag (1988) och Skandalen (1989). En liten roll fick hon i Gudfadern del III (1990) och spelade därefter i flera kända filmer, som Jackie Brown (1997) och En enkel plan (1998). Fonda avslutade sin filmkarriär 2002.

## Privatliv
Bridget Fonda är dotter till Peter Fonda, brorsdotter till Jane Fonda och sondotter till Henry Fonda. År 2003 gifte sig Fonda med kompositören Danny Elfman. Efter deras giftermål har Fonda ej medverkat i fler filmer.

## Filmografi i urval
- 1988 – Shag
- 1989 – Skandalen
- 1989 – Strapless
- 1990 – Möte med Frankenstein
- 1990 – Gudfadern del III
- 1991 – Out of the Rain
- 1991 – Dödens labyrint
- 1991 – Doc Hollywood
- 1992 – Singles
- 1992 – Ensam ung kvinna söker
- 1992 – Sista natten
- 1993 – Kroppar, vila och rörelse
- 1993 – Kodnamn: Nina
- 1993 – Army of Darkness - Evil Dead 3
- 1994 – The Road to Wellville
- 1994 – Det kan hända dig
- 1994 – Little Buddha
- 1995 – Rough Magic
- 1995 – Balto (röst)
- 1996 – Grace of My Heart
- 1996 – Maktspel
- 1997 – Jackie Brown
- 1997 – Mr. Jealousy
- 1998 – Finding Graceland
- 1998 – En enkel plan
- 1998 – The Break Up
- 1999 – Lake Placid
- 2000 – South of Heaven, West of Hell
- 2001 – The Whole Shebang
- 2001 – Kiss of the Dragon
- 2001 – Monkeybone
- 2001 – Välkommen till livet
- 2002 – Snow Queen